# Poveda de la Sierra
Poveda de la Sierra település Spanyolországban, Guadalajara tartományban. Poveda de la Sierra Peñalén, Taravilla, Peralejos de las Truchas, Beteta és Cueva del Hierro községekkel határos. Lakosainak száma 105 fő (2024).

## Népesség
A település népessége az utóbbi években az alábbiak szerint változott:
| Lakosok száma | 194  | 179  | 162  | 154  | 152  | 135  | 130  | 114  | 116  | 105  |
|               | 2001 | 2004 | 2006 | 2009 | 2011 | 2014 | 2016 | 2019 | 2021 | 2024 |